# مارگی برمجو

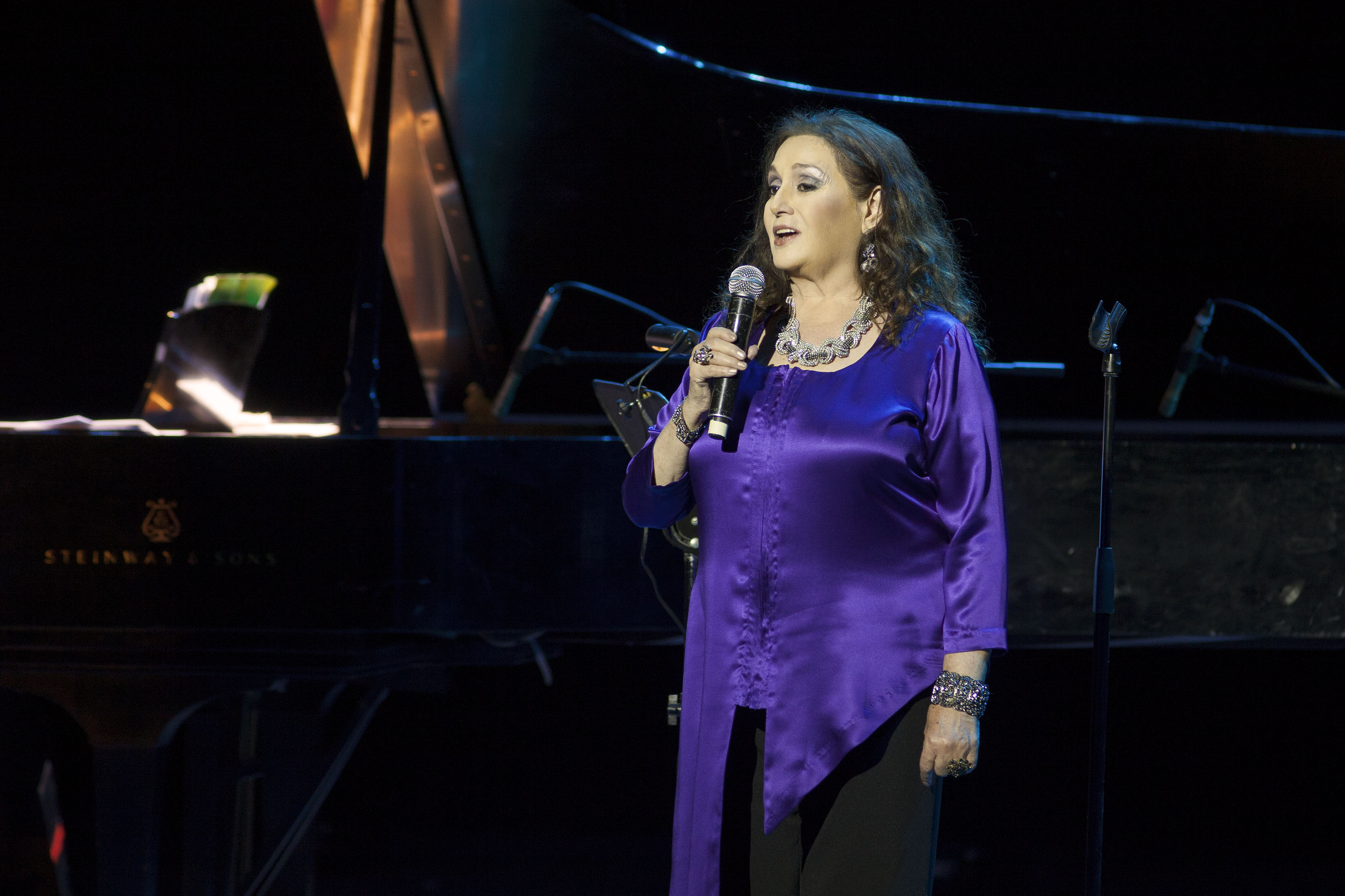

مارگاریتا برمجو سوارز (مکزیکو سیتی، ۱۹۵۳) یک خواننده مکزیکی لاتین جاز و بلوز است. معلمی که دوره‌های بهبود صدا را در مدارس خوانندگی و بازیگری تدریس کرده و در مکزیک تور داشته است. در میان ضبط‌های او، آهنگ‌های آزول، بدن و روح و صمیمی به چشم می‌خورد. او در سال ۱۹۷۷ با نمایش Broad…way اولین بار به‌عنوان خواننده نقد موسیقی و در سال ۱۹۸۴ در نمایشنامه دیگری از همین ژانر به نام De mujir a mujer اجرا کرد. در سال ۱۹۸۹ در نمایش Vox Urbi ظاهر شد.